# イナズマスダレ
イナズマスダレ（稲妻簾）、 学名 Lioconcha philippinarum はマルスダレガイ科に分類される殻長20mm前後.の海産の二枚貝の一種。インド西太平洋の暖流域の浅海の砂底に生息する。イナズマスダレ亜属 Sulcilioconcha Habe, 1951のタイプ種。本科としては珍しく軟体部に顕著な褐色のそばかす模様をもつ。
和名は、稲妻模様のあるスダレガイの意。属名の Lioconcha はギリシャ語の λείος（leios：滑らかな）＋ラテン語の concha （貝殻）で「滑らかな貝殻」の意、種小名の philippinarum は「フィリピンの-」の意で、タイプ産地がフィリピンであることに因む。
別名/別表記：イナズマスダレガイ、イナヅマスダレ、イナヅマスダレガイ。
なお、イナズマスダレによく似て殻の稲妻模様が顕著で軟体部が無斑のものにナルカミスダレ dautzenbergi があるが、これについては本種の種内変異とする考えと別種とする考えとがある。

## 分布
- 日本（奄美大島[6]）以南の西太平洋、インド洋、紅海の暖流域[4]。

※ナルカミスダレ dautzenbergi を同種と見なす場合は和歌山県（紀伊半島）以南。

## 形態
大きさと形
殻長20mm, 殻高18mm前後、ときに殻長27mm以上。殻は厚く丸味を帯びたハマグリ型で、やや膨らむ。
色彩
全体にやや紫を帯びた淡褐色で、不明瞭な放射状の色帯と細い線状の稲妻模様（ジグザグの褐色線）があるものが多い。しかし稲妻模様が不明瞭なものや、模様がほとんど消えて全体が白色や褐色でものもある。一般に小月面は他の部分よりも淡色になり、その周りは他の部分よりも濃色になることが多いため、小月面が縁取られたようになって目立つ。
彫刻
小月面を除き、全面に規則的で強い同心円状の輪肋がある。輪肋と肋間とはほぼ同幅か、輪肋の方がわずかに幅広いものが多いが、肋の状態には多少の変異がある。肋も含め殻表面は滑らかで光沢がある。小月面は段差によって周囲から明瞭に区画される。楯面はない。
内面
鉸歯はやや強く、3主歯と前側歯とがある。後側歯はない。
- 右殻：前側歯は2個あり、短い「ニ」の字型で、上の1個は下の1個よりも短い。3主歯のうち、前主歯と中主歯は同大でやや短い。後主歯はやや長く、表面は深い縦溝で2分される。前主歯と後主歯は殻頂下でかすかに連結し、中主歯との間に「ヘ」の字型の歯槽を作る。後側歯はなく、背縁のすぐ内側に殻縁に沿った1本の非常に細い溝が走る。
- 左殻：前側歯は1個で短く、右殻の2個の側歯の間に嵌る。3主歯のうち、前主歯は短く薄く、中主歯も長さは同じだが厚みがある。両者は上部で連結して∧型になり、右殻のへの字型の歯槽に嵌る。後主歯は長いが、前主歯と同様に薄く、単純で表面が溝で2分されることはない。後側歯はなく、背縁 のすぐ内側に殻縁に沿う1本の非常に細い稜が走り、右殻の同位置にある溝に嵌る。
- 套線湾入（水管筋の付着痕）は明瞭だが非常に浅い（マルオミナエシ属の特徴）。
- 窩心部（内面中央付近の深い凹所を言う）は褐色に彩色されることがある。
- 殻の内縁は刻まれない[8]。

軟体
前後の閉殻筋（貝柱）はほぼ同大（等筋）。入水管と出水管は大部分が合着しており、先端部のみが辛うじて分離する。水管には白色小斑が多数あり、先端周辺には黒褐色小斑も混じる。水管先端は多数の細かい触角に囲まれる。
足はよく発達し、その表面にはそばかす状の顕著な褐色小斑が多数あり、そこに白色小斑が僅かに混じる。埋在性（砂礫や泥に埋まって生活する性質）の二枚貝では、水中に露出しない軟体部に顕著な斑紋がある種は多くはないが、マルオミナエシ属 Lioconcha には本種も含め顕著なそばかす斑をもつ種がある。ただし属のタイプ種であるマルオミナエシは無斑で、イナズマスダレと同種とされることのあるナルカミスダレも普通は無斑。

## 生態
潮間帯から水深20m前後までの砂底、あるいは水深2mから115mまで。

## 分類

### 原記載
- 原記載時の学名：Cytherea philippinarum Hanley, 1844 [1]
- 原記載文献：Proc. zool. Soc. Lond., 1844 [1]: p.110
- 図示：Index Test. Sup.[9]　p.356pl. 15, fig. 36, 図版説明
- タイプ産地：Philippines  （フィリピン）
- 異名[10]：
  - Amiantis philippinarum (Hanley, 1844)
  - Callista amirantium Melvill, 1909
  - Hysteroconcha (Lamelliconcha) dautzenbergi Prashad, 1932
  - Hysteroconcha dautzenbergi Prashad, 1932
  - Lioconcha (Sulcilioconcha) dautzenbergi (Prashad, 1932)
  - Lioconcha (Sulcilioconcha) philippinarum (Hanley, 1844)
  - Lioconcha dautzenbergi (Prashad, 1932)

※ このうち dautzenbergi （ナルカミスダレ）については下記参照。

### ナルカミスダレ
稲妻模様の顕著なものにナルカミスダレ Lioconcha dautzenbergi (Prashad, 1932)と名付けられたものがあるが、イナズマスダレの種内変異として異名扱いされる場合と、独立種とされる場合とがあり、分類が安定していない。
1999年に日本産の貝類の総目録を著した肥後・後藤（1999）はナルカミスダレを amirantium Melvill, 1909 ともにイナズマスダレと同種と見なし、これらの名を異名とした。
2000年に出版された日本を代表する貝類図鑑『日本近海産貝類図鑑』（初版）では、解説には「殻が高く、輪肋が強く山型模様の著しい個体をナルカミスダレ L. dautzenbergi Prashad, 1932という」とし、ナルカミスダレはイナズマスダレの個体変異とされた。
しかし2017年出版の『日本近海産貝類図鑑 第二版』では「ナルカミスダレ Lioconcha (Sulcilioconcha) dautzenbergi (Prashad, 1932)」の名で独立種として図示され、解説には「イナヅマスダレの一型ともおもわれるが、イナヅマスダレよりも、殻が高く、輪肋が強い。また殻表の山型文様が著しい。奄美大島からインドネシアの亜潮間帯」とあり、種内変異の可能性に言及されつつも別種扱いとなっている。
一方、世界の二枚貝を図示解説したHuber (2010)は、紅海、レユニオン、インドネシア、ボルネオ、沖縄、ポリネシアなどからの多数の標本を比較した結果、色模様や形態などは同一個体群内でも変異があり、ナルカミスダレを別種として区別する特段の理由は見当たらないとし、肥後・後藤（1999）に従いナルカミスダレをイナズマスダレの異名とするとした。この考えから、同じHuberが担当した海産動物名のデータベース「WoRMS」（2018）でもナルカミスダレはイナズマスダレの異名として扱われている。
ナルカミスダレの原記載は以下のとおり；
- Hysteroconcha (?Lamelliconcha) dautzenbergi Prashad, 1932: 217, pl. 6 figs 11-12.[12]
- 種小名の dautzenbergi はベルギーの貝類学者 Philippe Dautzenberg （1849–1935)への献名。